# ستيفن نيلسون
ستيفن نيلسون (بالإنجليزية: Steven Nelson)‏ (و. 1993  م) هو لاعب كرة قدم أمريكية، من الولايات المتحدة، ولد في وارنر روبينز، يلعب كظهير خلفي ‏.

## التعليم
تعلم في Northside High School (Warner Robins, Georgia) ‏.